# Gambaiseuil
Gambaiseuil là một xã của Pháp, nằm ở tỉnh Yvelines trong vùng Île-de-France.
Người dân ở đây trong tiếng Pháp gọi là Gabisans.

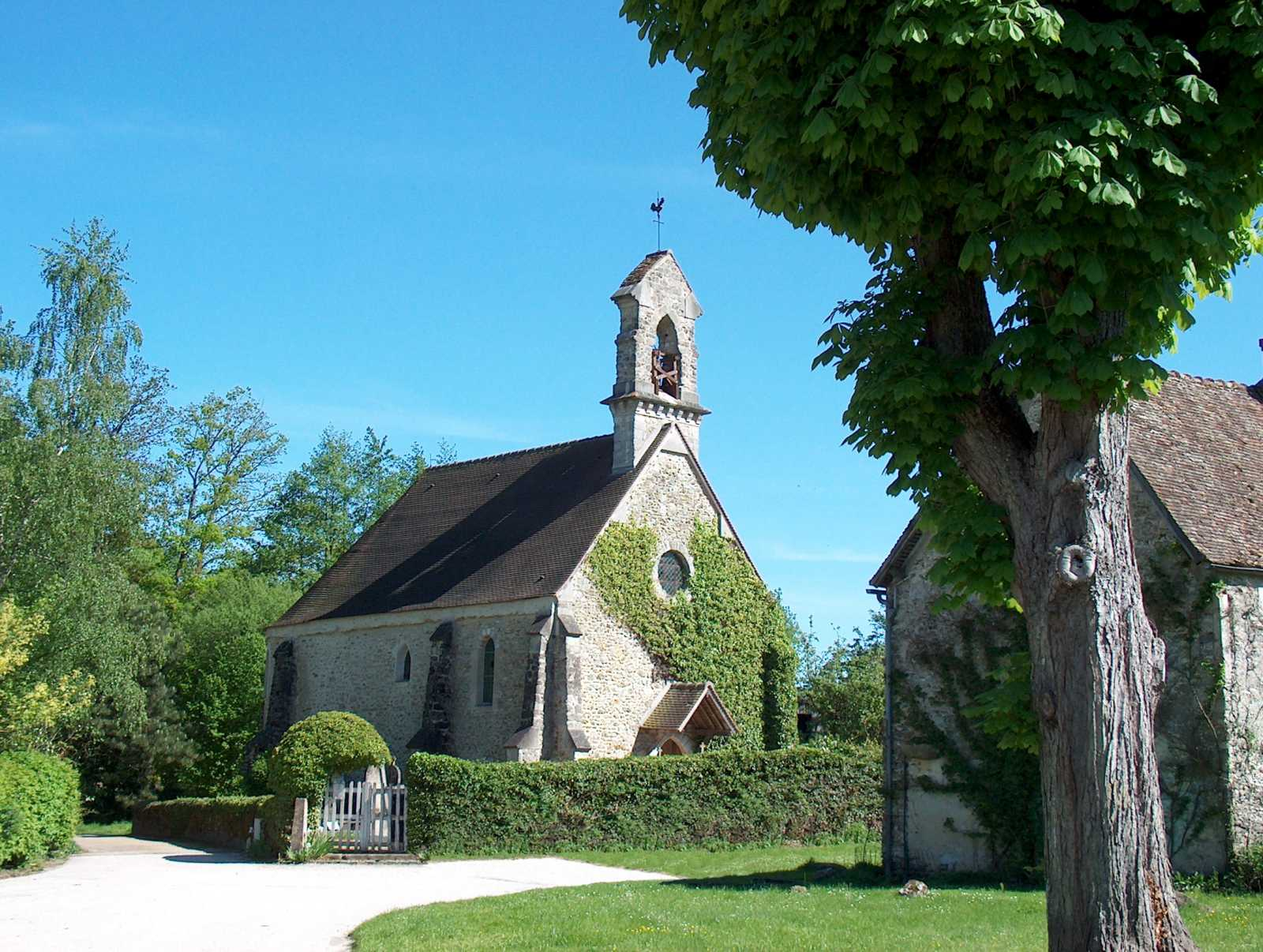
Nhà thờ Sainte-Croix

Các xã giáp ranh là: Grosrouvre về phía đông bắc, Saint-Léger-en-Yvelines về phía đông et về phía đông nam, Condé-sur-Vesgre về phía tây nam, Bourdonné về phía tây-tây-nam và Gambais về phía tây bắc.

## Biến động dân số
| 1793 | 1800 | 1806 | 1821 | 1831 | 1836 | 1841 | 1846 | 1851 |
| ---- | ---- | ---- | ---- | ---- | ---- | ---- | ---- | ---- |
| 90   | 104  | 105  | 100  | 87   | 94   | 83   | 81   | 69   |

| 1856 | 1861 | 1866 | 1872 | 1876 | 1881 | 1886 | 1891 | 1896 |
| ---- | ---- | ---- | ---- | ---- | ---- | ---- | ---- | ---- |
| 72   | 66   | 70   | 62   | 63   | 74   | 65   | 45   | 47   |

| 1901 | 1906 | 1911 | 1921 | 1926 | 1931 | 1936 | 1946 | 1954 |
| ---- | ---- | ---- | ---- | ---- | ---- | ---- | ---- | ---- |
| 45   | 79   | 90   | 54   | 89   | 50   | 52   | 66   | 44   |

| 1962                                         | 1968 | 1975 | 1982 | 1990 | 1999 | - | - | - |
| -------------------------------------------- | ---- | ---- | ---- | ---- | ---- | - | - | - |
| 39                                           | 21   | 23   | 31   | 44   | 54   | - | - | - |
| Số liệu kể từ 1962 : dân số không tính trùng |      |      |      |      |      |   |   |   |

## Hành chính
| Danh sách các thị trưởng               |           |                  |      |         |
| Giai đoạn                              | Giai đoạn | Tên              | Đảng | Tư cách |
| tháng 3 năm 2001                       | 2008      | Claude Cazaneuve |      |         |
| Tất cả các dữ liệu trước đây không rõ. |           |                  |      |         |